# Carlo Carafa (Nuntius)
Carlo Carafa (auch Caraffa) (* 1584 in Neapel; † 7. April 1644 in Aversa) war Bischof von Aversa. Von Bedeutung war er zwischen 1621 und 1628 als päpstlicher Nuntius in Wien. Er spielte eine bedeutende Rolle bei der Umsetzung der Gegenreformation insbesondere im Königreich Böhmen. Seine Veröffentlichungen und nachgelassenen Schriften sind bedeutende Zeugnisse über die ersten Jahre des Dreißigjährigen Krieges.

## Herkunft und frühe Jahre
Er stammte aus dem italienischen Adelsgeschlecht der Carafa und war der zweite Sohn des Frabrizio Carafa, der von Philipp IV. zum Fürsten von Roccella erhoben wurde. Die Mutter war Giulia Tagliavia d’Aragona. Er studierte Rechtswissenschaften und promovierte zum Doktor beider Rechte. Er trat danach in den päpstlichen Verwaltungsdienst in Rom ein.
Paul V. machte ihn 1616 zum Bischof von Aversa. Er hielt sich nur selten in seiner Diözese auf. Im Jahr 1619 hat er dort eine Diözesansynode abgehalten. Gregor XV. ernannte ihn zum päpstlichen Nuntius in Wien.

## Wiener Nuntiatur

### Ziele
Er wurde instruiert, sich um eine Verbesserungen der Beziehungen zwischen Ferdinand II. und Venedig zu bemühen. Auch sollte er den Kaiser veranlassen auf die protestantischen Fürsten Druck auszuüben, damit diese ihre Unterstützung für die Hugenotten einstellten. Auch weitere internationale Streitfragen sollte er im päpstlichen Sinn in Wien klären helfen. Vor allem aber ging es um die Entwicklung im heiligen Römischen Reich und den Erbländern nach den katholischen Erfolgen in den ersten Jahren des Dreißigjährigen Krieges. Der Papst hatte die Hoffnung, dass Deutschland und die Erbländer rekatholisiert werden könnten.
Er sollte sich um das kaiserliche Vertrauen bemühen und die kaiserlichen Ratgeber auf seine Seite zu ziehen. Er sollte engen Kontakt mit den Gesandten der katholischen Fürsten halten. Daneben hat er ein Agentennetz aufgebaut, um über die Bewegung an den verschiedenen deutschen Höfen informiert zu sein.
Hinsichtlich der religiösen Verhältnisse ging es zum einen um die Umsetzung der Kirchenreform im Sinne des Konzils von Trient und zum anderen um gegenreformatorische Maßnahmen. Dies zielte etwa auf die Konversion protestantischer Fürsten und das Einwirken auf die Bevölkerung ab. Damit zusammen hing die Absicht des Papstes die verlorenen Kirchengüter wieder zu gewinnen. Dabei setzte er auf den militärischen Erfolg des Kaisers.

### Übertragung der Pfälzischen Kur
Erhebliche Bemühungen richtete Carafa auf die Übertragung der pfälzischen Kurwürde auf den bayerischen Herzog Maximilian, um so die katholische Seite im Kurfürstenkollegium zu stärken. Dabei galt es auch spanischen Widerstand zu überwinden. Auf dem Regensburger Fürstentag von 1623 trug Carafa zum Erfolg dieser Bemühungen bei. Ihm gelang es den Widerstand der katholischen Fürsten abzubauen. Daneben drang Carafa auch auf den kompromisslosen Kampf gegen die Protestanten. Er hatte auch die letzte Entscheidung über den Einsatz der päpstlichen Hilfstruppen inne.

### Gegenreformation in Böhmen
Von besonders nachhaltiger Bedeutung waren die von ihm beim Kaiser durchgesetzten gegenreformatorischen Maßnahmen in Mähren und Böhmen. Dort war die katholische Kirche 1621 in einem schlechten Zustand. Ein Großteil des Kirchengutes war entfremdet und die Bildungseinrichtungen waren fast durchweg in protestantischer Hand.
In der Folge konnte sich Carafa bei der Umsetzung der Gegenreformation auf die staatliche Macht stützen. So setzte er die Ausweisung von Calvinisten und Angehöriger anderer nicht anerkannten Glaubensgemeinschaften durch. Schließlich mussten alle nichtkatholischen Geistliche und Lehrer das Land verlassen. In Prag blieben zunächst nur zwei lutherische Prediger zurück. Auf der anderen Seite trug er zur Erneuerung des katholischen Lebens bei, indem zahlreiche Ordensgeistliche ins Land geholt wurden und die Ausbildung des Klerus verbesserte. In Pilsen und selbst in Tábor, der Hochburg der Hussiten, wurde der Katholizismus wiederhergestellt.
Nach den Städten wurde auf Drängen Carafas auch auf dem Land allmählich die Gegenreformation durchgeführt. Die aus außenpolitischen Rücksichten geduldeten lutherischen Prediger wurden auf Betreiben von Carafa schließlich auch ausgewiesen und die protestantischen Kirchen geschlossen. Auf sein Betreiben wurde in Prag mit Ernst Adalbert von Harrach ein neuer gegenreformatorischer Erzbischof eingesetzt. Bis dieser sein Amt übernehmen konnte, leitete Carafa die religiösen Angelegenheiten direkt. Er reiste durchs Land und inspizierte die Wirksamkeit der getroffenen Maßnahmen.
Die Klöster wurden wiederhergestellt und neue gegründet. Die seit Jahrhunderten übliche Form des Abendmahls in beiderlei Gestalt wurde ebenso abgeschafft wie der Gebrauch der Landessprache im Gottesdienst. Im Jahr 1624 gingen die Behörden auf Drängen Carafas daran neben den protestantischen Geistlichen auch die Gläubigen zu treffen. So wurde die Übertragung des Bürgerrechts oder gar die Wahl in ein Amt von Nichtkatholiken untersagt. Diese und andere Maßnahmen veranlasste eine beträchtliche Anzahl von Einwohnern zur Auswanderung. Im Jahr 1626 forderte man schließlich den Übertritt zum Katholizismus innerhalb von zwei Monaten oder die Auswanderung.

### Weitere Tätigkeit
In ähnlicher Weise war Carafa auch in Mähren, Ungarn und den übrigen österreichischen Territorien tätig. Daneben verlor er das Reich nicht aus dem Auge. So hat er Graf Johann von Nassau darin bestärkt, zum Katholizismus überzutreten. Er war auch daran beteiligt, die von den katholischen Kräften eroberten ehemals geistlichen Gebieten, wieder in alter Form herzustellen. Auch in protestantischen Reichsstädten wurde der Katholizismus wieder restituiert. Carafa war vor seiner Abberufung an der Vorbereitung des Restitutionsedikt von 1629 beteiligt.
Für seine Bedeutung spricht, dass er einer der wenigen päpstlichen Diplomaten war, die nach dem Beginn des Pontifikats von Urban VIII. im Jahr 1623 nicht abberufen wurden. Bezeichnend für die kaiserliche Gunst war, dass der Kaiser den Vater Carafas 1622 in den Reichsfürstenstand erhob. Allerdings begannen sich die päpstliche Politik unter Urban VIII. zu Gunsten Frankreichs zu verschieben. Die Subsidien an den Kaiser wurden eingestellt und zwischen beiden Seiten kam es zu einer Reihe von Unstimmigkeiten, bei denen auch Carafas Vermittlung zu keiner Lösung führte. Die Probleme verschärften sich 1628 mit dem Mantuanischen Erbfolgekrieg. Vor diesem Hintergrund wurde Carafa abberufen.

## Jahre in Aversa
Nach seiner Rückkehr nach Italien scheint er aus unbekannten Gründen in Ungnade gefallen zu sein. Er wurde weder zum Erzbischof noch zum Kardinal erhoben. Er wirkte stattdessen weiter als Bischof. Unter anderem machte er sich um den Ausbau der Kathedrale verdient. So wurde seit 1630 eine Loretokapelle gebaut. Auch ein neuer Chor für die Kanoniker wurde gebaut, zwei Orgeln installiert und eine neue Sakristei erbaut. In Neapel baute er eine große Sommerresidenz.
Er verfasste mit seiner Schrift Caroli Caraffae episcopi Aversani commentaria de Germania sacra restaurata einen Bericht über die Gegenreformation im Heiligen Römischen Reich. Die erste Ausgabe erfolgte 1630 in Aversa, die zweite wurde in Köln 1639, die dritte in Frankfurt 1641 und eine vierte in Wien 1748 gedruckt. Teilweise wurden dem Haupttext Anhänge beigegeben. Erhalten ist auch ein Bericht über seine Nuntiatur in Deutschland.
Sein Nachfolger als Bischof wurde sein Neffe Carlo Carafa della Spina.

## Schriften
- Commentaria de Germania sacra restaurata, sub summis PP. Gregorio 15. & S.D.N. Vrbano 8. ... Coloniae Agrippinae: apud Cornelium ab Egmond, 1639. Digitalisat
- Commentaria de Germania sacra restaurata et ad annum 1641 continuata, sub pp. Gregorio 15. et Vrb. 8. regnantibus Ferdinando 2. et 3. imperatoribus decesserunt decreta priuileg. ex cancel. imper. emanentia. Francofurti 1641 Digitalisat